# Toyoko Iwahara
Toyoko Iwahara (岩原豊子, Iwahara Toyoko), née le 11 mai 1945 à Tokyo (Japon), est une ancienne joueuse japonaise de volley-ball.
Elle est médaillée d'argent aux Jeux de 1968 et de 1972.

## Carrière
Membre de l'équipe du Japon aux Jeux olympiques d'été de 1968, elle remporte la médaille d'argent du tournoi féminin, perdant en finale face aux Soviétiques.
En club, elle joue pour le Yashika de 1964 à 1973. Après sa retraite sportive, elle devient entraîneuse adjointe de Yashika de 1975 à 1978.

## Palmarès

### Équipe nationale
- Jeux olympiques
  -  1968 à Mexico.
  -  1972 à Munich.

- Championnat du monde
  -  1967 à Izmir.
  -  1970 à Varna.

- Jeux asiatiques
  -  1970 à Bangkok.

### En club
- Tournoi de Kurowashiki[3]
  - Vainqueur : 1970.
  - Finaliste : 1967, 1969.